# Gesetz über die Neuordnung des Vermessungswesens vom 3. Juli 1934

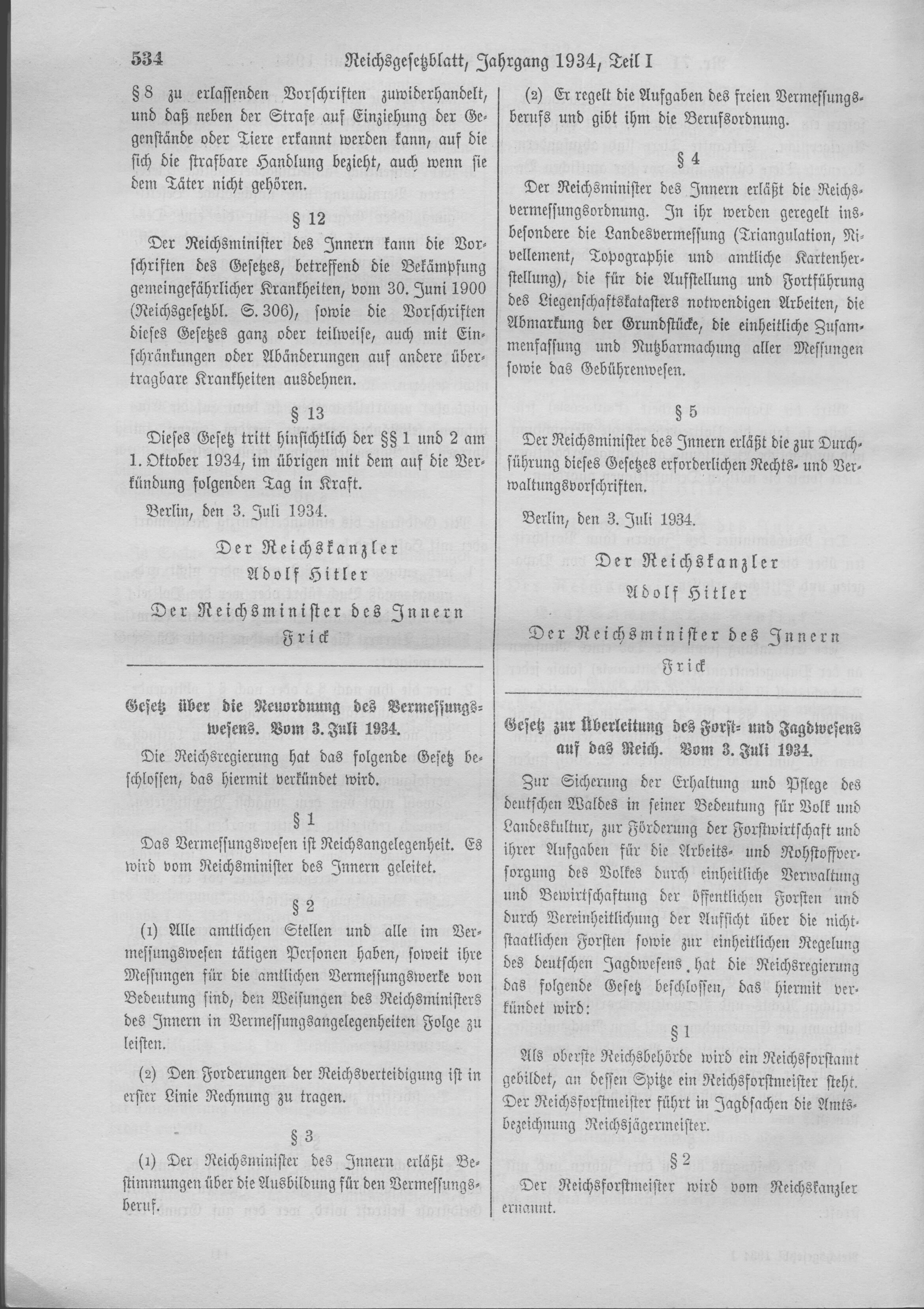
Veröffentlichung im Reichsgesetzblatt

Das Gesetz über die Neuordnung des Vermessungswesens (RGBl. I. S. 534) trat am 3. Juli 1934 in Kraft. Das Ermächtigungsgesetz mit nur 5 Paragraphen bestimmte das Vermessungswesen im Deutschen Reich erstmals zur Reichsangelegenheit und hatte zum Ziel, Organisation wie die fachlichen Regeln des Vermessungswesens reichseinheitlich zu gestalten. Gleichzeitig wurde das Vermessungswesen primär in den Dienst der Reichsverteidigung gestellt (§ 2 Abs. 2 des Gesetzes: Den Forderungen der Reichsverteidigung ist in erster Linie Rechnung zu tragen).
Die fachtechnische Gestaltung lag im Wesentlichen in den Händen des Unterabteilungsleiters Albert Pfitzer beim Reichsminister des Innern.

## Weitergeltung nach 1945
Das Neuordnungsgesetz blieb auch nach dem Zweiten Weltkrieg zunächst formell noch Rechtsgrundlage für das Vermessungs- und Katasterwesen der westlichen Bundesländer. Es wurde allmählich von den jeweiligen Länderfachgesetzen abgelöst und erst damit formal aufgehoben, so z. B. mit § 30 Abs. 1 des Gesetzes über das Vermessungswesen in Berlin vom 8. April 1974 (GVBl. S. 806) oder zuletzt mit § 24 Abs. 1 des Hamburgischen Gesetzes über das Vermessungswesen vom 30. Juni 1993 (GVBl. S. 135).
Für die DDR ist davon auszugehen, dass das Gesetz nach der Verfassung der Deutschen Demokratischen Republik vom 7. Oktober 1949 als aufgehoben galt (Artikel 144: .... (der Verfassung) Entgegenstehende Bestimmungen sind aufgehoben.).

## Geltung in Österreich
Das Gesetz galt nach der Verordnung zur Einführung des Gesetzes über die Neuordnung des Vermessungswesens im Lande Österreich und in den sudetendeutschen Gebieten vom 15. Februar 1939 (RGBl. I S. 277 / GBl. für das Land Österreich Nr. 238/1939) auch in Österreich. Mit der Kundmachung der Provisorischen Staatsregierung vom 18. Oktober 1945 über die Aufhebung deutscher Rechtsvorschriften auf dem Gebiete der Behördenorganisation wurde das Gesetz für Österreich aufgehoben (Bundesgesetzblatt für die Republik Österreich vom 12. Juni 1946).